# ایسائورا تیبوس
ایسائورا تیبوس (فرانسوی: Ysaora Thibus‎؛ زادهٔ ۲۲ اوت ۱۹۹۱) شمشیرباز اهل فرانسه است.
وی در مسابقات کشوری و بین‌المللی در مجموع برندهٔ ۶ مدال نقره، ۱۳ مدال برنز شده‌است.